# Simone Ciulli
Simone Ciulli (Firenze, 9 maggio 1986) è un nuotatore italiano, vincitore della medaglia d'argento nella staffetta 4x100 m 34 punti uomini ai Giochi paralimpici di Tokyo 2020, con Antonio Fantin, Simone Barlaam e Stefano Raimondi. Ha inoltre vinto l'argento ai Giochi del Mediterraneo di Mersin nel 2013, due bronzi ai Campionati Europei di Funchal nel 2016, e il bronzo ai Campionati Mondiali di Londra nel 2019.
In carriera vanta 1 record europeo, 42 titoli italiani, 11 record italiani e 2 campionati societari con la squadra Circolo Canottieri Aniene.

## Carriera
Nato a Firenze, Simone è affetto da paralisi cerebrale alla nascita che gli ha provocato una emiparesi della parte destra del corpo e da un perineurioma al nervo sciatico destro. Fin da piccolo viene immerso nell'acqua nel tentativo di risolvere i problemi legati allo sviluppo corretto della gamba destra. Inizialmente entra a far parte della squadra agonistica dei normodotati della Rari Nantes Florentia e successivamente della squadra Florentia Nuoto Club dove, nonostante la disabilità, riesce a salire su alcuni podi a livello regionale nella categoria cadetti.
Nel 2012 gli viene proposta l'idea di entrare nel mondo del nuoto paralimpico e ai Campionati Italiani di Nuoto Paralimpico di Pietralata, con la società Po.Ha.Fi., viene classificato nella categoria S10, SM10 e SB9, dove ottiene due record italiani nei 50 e 100 stile libero.
Nel 2013 arriva la prima convocazione nella nazionale di nuoto paralimpica, in occasione del meeting internazionale di Berlino.
Pochi mesi più tardi viene convocato, assieme al campione paralimpico Federico Morlacchi, ai XVII Giochi del Mediterraneo di Mersin in Turchia, dove riesce a vincere la medaglia d'argento nei 100 stile libero con il tempo di 57"14.
Sempre nello stesso anno viene selezionato dalla Nazionale per prendere parte alla World Cup FINA per normodotati in vasca corta ad Eindhoven, dove vince tre ori nei 50 e 100 stile libero e nei 100 misti. Nella stessa manifestazione gareggia assieme ad alcuni atleti della nazionale di nuoto dei normodotati, tra cui Gregorio Paltrinieri, Fabio Scozzoli, Ilaria Bianchi e Federico Turrini.
L'anno successivo, nell'agosto del 2014 ai Campionati Europei di nuoto paralimpico ad Eindhoven, con il tempo di 25"18 in vasca lunga ottiene il record italiano S10 posizionandosi al quarto posto. Nella staffetta 4x100 mista nuota la frazione a dorso con il record italiano S10 in 1'04"69.
Nel 2015 viene nuovamente convocato dalla Nazionale per il meeting internazionale di Berlino dove ottiene due nuovi record italiani S10: nei 100 stile libero con il tempo di 56"35 e nei 100 farfalla con il tempo di 1'00"88, sfiorando per pochi centesimi il tempo limite di qualificazione per le Paralimpiadi di Rio de Janeiro del 2016.
Nel 2016 ai Campionati Europei di Funchal vince due medaglie di bronzo: nei 50 stile libero con il tempo di 25"40 e nella staffetta 4x100 mista.
Nel 2017 ai Campionati Italiani invernali di nuoto paralimpico in vasca corta svoltisi a Portici è il primo atleta paralimpico italiano a nuotare i 50 stile libero sotto i 25 secondi (24"89) e i 100 stile libero sotto i 55 secondi (54"77), stabilendo anche i nuovi primati nazionali di categoria.
A causa di un tumore benigno al nervo sciatico destro che, progressivamente, ha tolto funzionalità a tutto l'arto inferiore destro, Simone Ciulli alle World Series 2019 di Lignano viene riclassificato nelle categorie S9, SM9, SB8. In questa nuova classe sportiva ottiene il tempo di qualificazione per i Campionati del Mondo paralimpici di Londra 2019, dove vince un bronzo nei 50 stile libero con il tempo di 26''04, contribuendo così alla vittoria dell'Italia del Campionato del Mondo.
Nel 2021 viene convocato per la Paralimpiade di Tokyo 2020, dove vince con la staffetta 4x100 stile libero pt. 34 un argento siglando il nuovo record europeo con il tempo di 3'.45''.89.
Nel 2024 viene convocato per la Paralimpiade di Parigi 2024, dove, a causa di un infortunio, non riesce ad andare oltre la 12ª posizione nei 50 stile libero.

### Attività extra-agonistiche
Nel 2011 si laurea in Giurisprudenza magistrale e sempre in questo anno riesce a completare il percorso formativo da allenatore di nuoto di secondo livello. Nel settembre 2014 ottiene l'abilitazione alla professione forense e amplia la sua formazione natatoria ottenendo 14 brevetti tra cui quelli di assistente ai bagnanti, istruttore di secondo livello triathlon, istruttore specialistico di pallanuoto, istruttore specialistico fitness, coordinatore scuola nuoto, direttore sportivo e gestore di impianti, preparatore atletico e allenatore di nuoto per salvamento.
Dal 2010 allena la squadra Klab Nuoto Master composta da circa 100 atleti e con la quale ha vinto sei Campionati Italiani di nuoto master U.I.S.P.
Dal 2016 allena l'atleta della nazionale di nuoto del Marocco Noura Mana, che partecipa all'Olimpiade di Rio de Janeiro nel 2016 ottenendo due record nazionali nei 50 stile libero, prima in vasca corta (25 mt) e poi in vasca lunga (50 mt), nonché ai Campionati del Mondo di vasca corta di Hangzhou nel 2018 e ai Giochi panafricani nel 2019, dove vince la medaglia di bronzo nella mistaffetta 4x100 mista con la nazionale del Marocco.

## Palmarès
Legenda:
     Medaglia d'oro
     Medaglia d'argento
     Medaglia di bronzo
| Giochi del Mediterraneo | 50 m st. libero | 100 m st. libero | 100 m farfalla | 100 m dorso   | 4x100 m mista                            | 4x100 m st.libero              |
| ----------------------- | --------------- | ---------------- | -------------- | ------------- | ---------------------------------------- | ------------------------------ |
| 2013 Mersin             | ---             | 57"14 RI         | ---            | ---           | ---                                      | ---                            |
| Campionati Europei      | 50 m st. libero | 100 m st. libero | 100 m farfalla | 100 m dorso   | 4x100 m mista                            | 4x100 m st.libero              |
| 2014 Eindhoven          | 4º (25"18 RI)   | 5º (57"06)       | 5º (1'01"67)   | 6º (1'05"75)  | 4º (4'33"00 - frazione dorso 1'04"69 RI) | ---                            |
| 2016 Funchal            | 25"40           | 6º (57"05)       | 6º (1'03"51)   | 6º (1'06"33)  | 4'28"34 RI (frazione farfalla 1'02"46)   | 5º (4'14"93 4a frazione 56"86) |
| 2021 Funchal            | 8º (26"53)      | 10º (57"88)      | 8º (1'03"09)   | 5º (1'07"14)  | ---                                      | ---                            |
| 2024 Funchal            | 7º (26"28)      | 9º (58"38)       | 11º (1'04"02)  | 8º (1'08"88)  | ---                                      | ---                            |
| Campionati Mondiali     | 50 m st. libero | 100 m st. libero | 100 m farfalla | 100 m dorso   | 4x100 m mista                            | 4x100 m st.libero              |
| 2019 Londra             | 26"04           | 10º (57"58)      | 8º (1'02"18)   | ---           | ---                                      | ---                            |
| 2022 Funchal            | 6º (26"49)      | 7º (58"01)       | 8º (1'03"79)   | 7º (1'07"54)  | ---                                      | ---                            |
| Paralimpiadi            | 50 m st. libero | 100 m st. libero | 100 m farfalla | 100 m dorso   | 200 m misti                              | 4x100 m st.libero              |
| 2020 Tokyo              | 9º (26"39)      | 14º (57"44)      | 11º (1'03"25)  | 9º (1'07''41) | 9º (2'29''68)                            | 3'45"89 RE (2a frazione 57"23) |
| 2024 Parigi             | 12° (26"55)     | ---              | 15° (1'05"22)  | 14° (1'09"54) | ---                                      | ---                            |

## Premi alla carriera
- Le Velò: nel 2013 premio internazionale “l'Europa per lo sport" per i successi ottenuti ai Campionati italiani paralimpici, alla World Cup e ai Giochi del Mediterraneo.
- Pegaso per Lo Sport: dal 2013 al 2019 premio della Regione Toscana per le vittorie dei Campionati Italiani di nuoto paralimpico.
- Medaglia d'argento al valore atletico: per il bronzo nei 50 mt stile libero ai Mondiali di Londra 2019.
- Medaglia d'oro al valore atletico: per l'argento nella 4x100 mt stile libero ai Giochi Paralimpici di Tokyo 2020.